# Robin Bailey
Robin Bailey, född 20 oktober 1941 i Cambridge, England, död 23 maj 2008 i Filipstad, var en brittisk-svensk musiker, från 1960-talet bosatt i Sverige. Han var först medlem i brittiska bandet The Phantoms, och från 1968 till 1998 i svenska Sven-Ingvars.
Bailey kom från Cambridge och var trumslagare i musikgruppen The Phantoms. Gruppen kom till Skandinavien 1961 och gjorde stor succé, först i Norge och sedan i Sverige. 1963 turnerade The Phantoms tillsammans med Beatles under deras första utlandsturné som ägde rum i Sverige. Bailey träffade sin blivande hustru vid en spelning i Karlstad och stannade kvar i Sverige. 1968 fick han hoppa in som ersättare för Sven Svärd i Värmlandsgruppen Sven-Ingvars. 
Med Bailey bakom trummorna fick Sven-Ingvars ett lyft. Han visade sig dessutom vara en duktig sångare och breddade Sven-Ingvars repertoar med sina engelska låtar. Bailey var även intresserad av golf och under 1980-talet började han arbeta som golfinstruktör och spelade bara med Sven-Ingvars under vinterhalvåren. Han lämnade gruppen under sommarturnén 1998.
Bailey avled efter en tids sjukdom samt blodförgiftning den 23 maj 2008.

### Fotnoter
1. ↑  Amanda Pietersen (26 maj 2008). ”Var Sven-Ingvars trummis i 30 år” (på svenska). Sydsvenskan. https://www.sydsvenskan.se/2008-05-26/var-sven-ingvars-trummis-i-30-ar. Läst 6 juli 2019.